# John Brown (abolicionista)
John Brown (Torrington, Connecticut, 9 de maig de 1800 - Charles Town, Virgínia de l'Oest, 2 de desembre de 1859)va ser un abolicionista estatunidenc que va creure i va advocar per la insurrecció armada com l'única manera de derrocar la institució de l'esclavitud als Estats Units. Va ser focus d'atenció quan va dirigir petits grups de voluntaris durant la crisi de Bleeding Kansas de 1856. Estava insatisfet amb el pacifisme del moviment abolicionista organitzat: "Aquests homes només parlen, el que necessitem és acció-acció!". Al maig de 1856, Brown i els seus partidaris van matar cinc simpatitzants de l'esclavitud en la massacre de Pottawatomie, que era la resposta al saqueig de Lawrence per part de forces proesclavistes. Brown va comandar les forces antiesclavistes a la batalla de Black Jack (2 de juny) i la Batalla d'Osawatomie (30 d'agost).
El 1859 Brown va liderar una incursió a l'arsenal federal de Harpers Ferry (encara Virgínia, en aquell moment) per iniciar un moviment d'alliberament entre els esclaus que hi havia allí. Tenia la intenció d'armar els esclaus amb armes de l'arsenal, però l'atac va fracassar; es va apoderar de l'arsenal, però set persones van morir i deu o més van resultar ferides. En 36 hores, els homes de Brown havien fugit o havien estat assassinats o capturats per camperols locals, milicians i militars dels EUA liderats per Robert E. Lee. Va ser jutjat per traïció contra la Mancomunitat de Virgínia, l'assassinat de cinc homes, i incitació a una insurrecció d'esclaus; va ser considerat culpable de tots els càrrecs, i va ser penjat a Charles Town aquell mateix any.